# Ribes curvatum
Ribes curvatum är en ripsväxtart som beskrevs av John Kunkel Small. Ribes curvatum ingår i släktet ripsar, och familjen ripsväxter. Inga underarter finns listade i Catalogue of Life.